# Microregiunea Țara Făgărașului

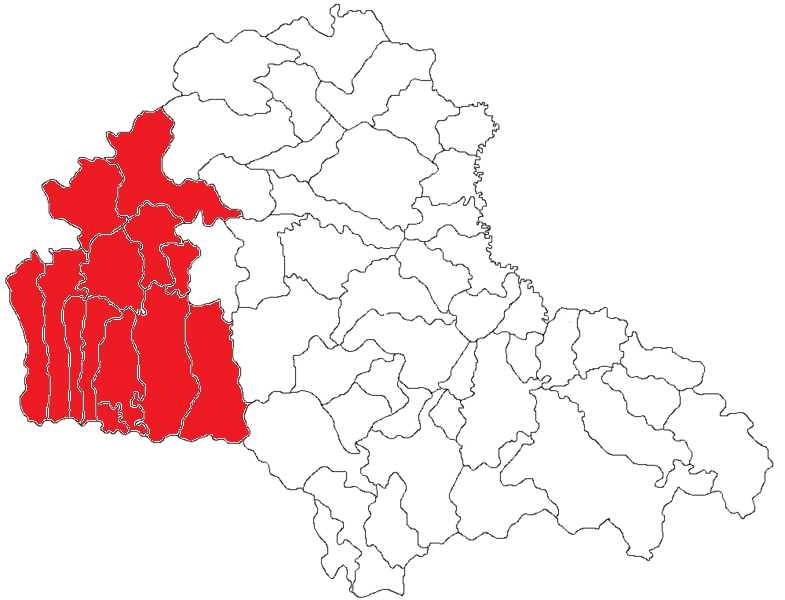
Situarea regiunii Ţara Făgăraşului în judeţul Braşov

Microregiunea Țara Făgărașului face parte împreună cu Microregiunea Dumbrava Narciselor din regiunea istorică Țara Făgărașului. Cuprinde teritoriul administrativ al municipiului Făgăraș și al orașului Victoria, precum și comunele Beclean, Cincu, Drăguș, Hârseni, Lisa, Recea, Sâmbăta de Sus, Șoarș, Ucea, Viștea și Voila.